# (2881) Meiden
(2881) Meiden est un astéroïde de la ceinture principale.

## Description
(2881) Meiden est un astéroïde de la ceinture principale. Il fut découvert le 12 janvier 1983 à la station Anderson Mesa par Brian A. Skiff. Il présente une orbite caractérisée par un demi-grand axe de 2,25 UA, une excentricité de 0,15 et une inclinaison de 4,6° par rapport à l'écliptique.
Il est nommé d'après Medeina (en), un dieu-lièvre de la mythologie lituanienne, connu pour hanter les forêts.

## Compléments